# Liste des intendants de Pau
Les intendants de Pau sont des commissaires départis pour l'exécution des ordres du roi dans la province de Béarn dont la capitale est Pau.

## Rappels historiques
Le Béarn n'est pas une généralité. 
Le roi Henri IV a réuni la Navarre et ses autres états patrimoniaux à la Couronne de France en 1607. Henri IV était roi de Navarre (Basse-Navarre), vicomte de Béarn, comte de Foix, vicomte de Soulle, vicomte de Gavaret, vicomte de Dax, comte d'Armagnac, comte d'Astarac, comte de Pardiac, comte de Fezensac, comte de Lomagne et d'Auvillars, sire d'Albret, comte de Bigorre, comte de Périgord, vicomte de Limoges, ...
Louis XIII renouvelle la réunion de la province de Béarn à la Couronne de France en 1620. Il crée un parlement sous le nom de parlement de Navarre formé par la réunion du Conseil souverain de Béarn et de la chancellerie de Navarre. Le Conseil souverain de Béarn avait été créé par le roi de Navarre, souverain de Béarn, Henri II, par substitution de la Cour Majour qui avait été établie par les souverains de Navarre et comprenait l'évêque de Lescar, celui d'Oloron et douze barons. Ce même Henri II avait fondé, en 1527, une chambre des comptes à Pau. 
Louis XIII décide, en 1624, de réunir cette cour des comptes à celle de Nérac, dans le duché d'Albret, pour n'en faire qu'une seule sous le nom de Chambre des comptes de Navarre. Le roi Louis XIV donne en 1691 un édit unissant la cour des comptes de Navarre au parlement de Pau. Cet édit permet au parlement d'être le tribunal en dernier ressort de la province et de connaître toutes les affaires relevant de la compétence d'une chambre des comptes ainsi que du fait des monnaies qui étaient rattachées à la chambre des comptes. L'édit de 1691 rattache le pays de Soule au parlement de Pau qui relevait auparavant du parlement de Bordeaux. La Basse-Navarre dépend, elle, du parlement de Pau.
Jusqu'en 1682, il n'y a pas d'intendant à Pau. Jusqu'à cette date, c'est le parlement de Pau qui exerce toute l'autorité. C'ést l'intendant de Guyenne qui représente le roi à Pau pour présider aux États de la province. Le roi devait donner à chaque déplacement de l'intendant de Guyenne une commission particulière.
En juin 1682, un commissaire départi pour l'exécution des ordres du roi est nommé à Pau pour faire fonction d'intendant de la province.
La généralité d'Auch est créée en 1716. Le roi nomme alors un intendant d'Auch qui est aussi intendant de Béarn. Cette nomination d'un même intendant ne subordonne pas le Béarn au bureau des trésoriers de la généralité d'Auch. Les affaires financières et économiques de la province de Béarn sont traitées dans des assemblées générales qui se réunissent tous les ans. Le roi Henri II avait créé, après avoir perdu en 1512 la Haute-Navarre située outre-Pyrénées, une Assemblée des États pour la Basse-Navarre. Les intendants sont alors «intendants d'Auch et de Pau» résidant à Auch jusqu'en 1767.
Ces deux territoires dépendant même intendant sont considérés comme trop lourds à administrer. Entre 1767 et 1775, ils sont administrés conjointement par deux intendants appelés «intendant de Pau et Bayonne», ou «intendant d'Auch-Béarn» ou «d'Auch et Pau», ou «de Navarre, Béarn et généralité d'Auch». Les intendants résident à Auch et à Bayonne, plutôt qu'à Pau. 
En 1775, l'intendant d'Auch est aussi intendant de Pau mais a perdu Bayonne et le littoral atlantique.
En 1784 est créée une généralité de Pau et Bayonne comprenant le Béarn, la Basse-Navarre, la Soule, le Bigorre, le Nébouzan, les Quatre-Vallées.
En juin 1787 l'intendance de Pau perd Bayonne, malgré l'opposition du parlement de Pau qui n'a jamais enregistré l'édit. La répartition des élections entre les intendances de Bordeaux et Auch revient à la situation de 1783.

## Liste des intendants de la généralité de Pau
| Date                                | Nom |
|                                     | Intendants de Béarn |
| ----------------------------------- | --- |
| 17 novembre 1631 - 1638             | Pierre de Marca (1594 – 1662) président du parlement de Navarre. Il n'a été qu'intendant de justice |
| 22 avril 1640 - 2 juin 1646         | Jean de Gassion fils de Jacques de Gassion, président du Conseil souverain de Navarre, frère de Jean de Gassion (1609-1647), maréchal de France. Il est le père de Pierre de Gassion, président au parlement de Pau, conseiller d'État en 1664, marié à Madeleine Colbert du Terron en 1670 procureur général au parlement de Pau, président à mortier de ce parlement en 1628, conseiller d'État en 1636. Il est nommé intendant de justice en Navarre, Béarn et gouvernement de Bayonne. Le roi élève en marquisat la baronnie de Camou sous le titre de Gassion, en février 1660 |
| 1648 - 1653                         | il n'y a pas d'intendants pendant la Fronde |
|                                     | Intendants de Guyenne, commissaires départis pour l'exécution des ordres du roi dans la généralité de Bordeaux et pays de Béarn |
| 1658 - 1661                         | Vincent Hotman de Fontenay intendant de Guyenne |
| 1662 - 1663                         | Charles Le Jay de Tilly intendant de Guyenne |
| 1663 - 1669                         | Claude Pellot intendant de Guyenne |
| 1669 - 1673                         | Henri d'Aguesseau intendant de Guyenne |
| 1673 - 1678                         | Guillaume de Sève seigneur de Châtillon-le-Roi, Izy et Grigneville. Intendant de Guyenne, commissaire départi pour l'exécution des ordres du roi dans la généralité de Bordeaux et pays de Béarn |
| 1678 - 1682                         | Charles Faucon de Ris intendant de Guyenne et commissaire départi dans le pays de Béarn jusqu'en 1682 |
|                                     | Intendants de Béarn et Navarre |
| 17 octobre 1682 - 31 janvier 1682   | Nicolas Du Bois seigneur de Baillet intendant de Béarn |
| 4 janvier 1684 - 13 août 1685       | Nicolas-Joseph Foucault (8 janvier 1643- 1721) marquis de Magny intendant à Montauban (1674-1683), puis intendant du Poitou (1685-1689), intendant à Caen en 1689 |
| 13 août 1685 - 9 mai 1687           | Jean-Baptiste Desmarets seigneur de Vaubourg, baron de Cramaille |
| 9 mai 1687 - 25 mars 1692           | Anne-François Feydeau du Plessis (26 juillet 1645-25 mars 1692) seigneur du Plessis-Saint-Antoine Conseiller en la cour des Aydes de Paris le 29 août 1672, puis au parlement de Paris le 1er août 1675, il fut conseiller du roi en tous ses conseils, maître des requêtes ordinaire de son hôtel par lettres du 17 mars 1684. Il obtint relief d'adresse le 23 mai 1684 et prêta serment le 5 mars 1685. Il fut nommé intendant de justice, police et finances en Béarn en 1687. Mort à Pau, le Parlement de Navarre assista en corps à ses funérailles. |
| 17 avril 1692 - 8 août 1694         | Claude-Joseph Sanson puis intendant de Guyenne (1694-1698), intendant à Soissons en 1698, intendant à Rouen en 1704 |
| 8 août 1694 - 30 novembre 1699      | Anne Pinon vicomte de Quincy intendant à Alençon (1702), intendant à Poitiers (1703), intendant de Bourgogne (1705-1710) |
| 30 novembre 1699 - juillet 1701     | François Guyet ( -13 février 1736) marquis de Bantange, comte de Louhans, baron de Saint-Germain-du-Plain, Ouroux, seigneur de La Faye, Simandre et Chamirey intendant à Lyon (1701-1704), intendant des finances |
| 3 avril 1701 - 24 juillet 1704      | Cardin Le Bret(1675-14 octobre 1734) comte de Selles, seigneur de Flacourt et de Pantin, fils de Pierre-Cardin Lebret puis intendant de Provence où il a été nommé le 6 avril 1704 |
| 6 avril 1704 - 15 mars 1710         | Antoine-François Méliand (1670-17 mai 1747) conseiller au parlement de Paris, maître des requêtes en 1698, puis intendant à Lyon le 27 mars 1710. En 1718, puis intendant de Flandre (1718-1730), conseiller d'État |
| 15 mars 1710 - 14 juillet 1710      | Étienne-Léon Le Camus ( -14 juillet 1710) seigneur de Lagrange maître des requêtes, mort à Pau.Le Camus était par son mariage avec Catherine-Suzanne Aubert, le beau-frère de Louis-Urbain Aubert, futur marquis de Tourny et intendant des généralités de Limoges (1730-1743) et de Bordeaux (1743-1757) mais âgé de seulement 15 ans en 1710. |
| 2 août 1710 - 29 avril 1711         | Charles Deschiens de Laneuville (1667-7 mars 1737) seigneur de Lalongue et Vialer conseiller au parlement de Navarre, le 28 mars 1692, président du parlement de Navarre, puis intendant du Roussillon et intendant de Franche-Comté (1717-1734) |
| 30 avril 1711 - 2 octobre 1712      | Antoine de Barillon d'Amoncourt ( -29 juin 1741) marquis de Branges, vicomte de Binson, seigneur de Mancy-Morangis, Châtillon-sur-Marne, Grauves, Anthenay, Orquigny et Cuis, fils de Jean-Paul de Barillon d'Amoncourt conseiller au parlement de Paris le 12 janvier 1692, maître des requêtes en 1700, il est nommé en janvier 1710 à l'intendance de Roussillon et de Cerdagne et de l'armée du roi en Catalogne. Il est ensuite nommé en mars 1711 à l'intendance de Pau, puis maître de requêtes honoraire |
| 2 octobre 1712 - 3 janvier 1716     | Louis-Auguste-Achille de Harlay de Bonneuil (4 février 1679-27 décembre 1739) comte de Cély, fils de Nicolas conseiller au parlement, maître des requêtes ordinaire, il est nommé le 9 octobre 1715 intendant de Metz, puis intendant d'Alsace, intendant de Paris en 1728 |
|                                     | Intendants d'Auch et de Pau |
| 2 mai 1716 - 7 mars 1718            | Gaspard-François Le Gendre de Lormoy (15 février 1668-23 juin 1740) seigneur de Lormoy Conseiller au Châtelet par provisions du 15 décembre 1687, reçu le 30 suivant ; Conseiller au parlement de Paris, reçu le 17 août 1689. Maître des Requêtes, reçu le 31 mars 1693 ; maître ds Requêtes honoraire le 25 septembre 1719. Intendant de Montauban, le 8 novembre 1699, intendant d'Auch et de Béarn, 2 mai 1716, intendant à Tours du 8 mars 1718 à février 1721 |
| 1719 - 3 avril 1731                 | Charles-Nicolas Leclerc de Lesseville (4 mai 1679-16 février 1749) seigneur puis comte de Charbonnières, baron d’Authon (Beauce), seigneur du Grand-Bouchet, Les Buis, Saint-Leu, Saint-Prix, Rubelles et autres lieux conseiller du Roi au parlement de Paris le 5 avril 1702, conseiller en ses Conseils, maître des requêtes ordinaire en son hôtel le 3 mai 1711, intendant à Limoges (1716-1718), puis intendant à Tours (1731-1743), président honoraire du parlement de Paris |
| 1er mai 1731 - 27 décembre 1734     | Michel Gervais Robert de Pommereu (ou Pomereu) (25 octobre 1685-27 décembre 1734) marquis des Riceys conseiller au parlement de Paris le 17 mars 1706, maître des requêtes le 8 janvier 1713, sur la démission de son père, intendant d'Alençon (1720-1726), intendant de Tours en août 1726 |
| février 1735 - mars 1737            | Paul Mailhard de Balosre conseiller du Roi en ses conseils, maître des requêtes ordinaire de son hôtel |
| mars 1737 - 29 mai 1739             | François-Dominique Barberie de Saint-Contest (26 janvier 1701-14 juillet 1754) marquis de Saint-Contest et de La Châteigneraie fils de Dominique-Claude Barberie de Saint-Contest avocat du roi au Châtelet de Paris avec dispense d’âge le 27 novembre 1721, conseiller au parlement en 1724, conseiller maître des requêtes ordinaire en 1728, puis intendant à Caen en 1739 et intendant de Bourgogne, à Dijon de 1740 à 1749, il est envoyé comme ambassadeur en Suisse pour discuter de la frontière avec Genève dans le pays de Gex en 1749, puis ambassadeur aux Pays-Bas en 1750, secrétaire d’État aux affaires étrangères (1751-1754)                                                                                          |
| 1739 - 2 février 1744               | Jean-Nicolas Mégret de Sérilly (15 mars 1702-15 octobre 1752) comte de Chapelaine, seigneur de Sommessous, Auximont et Vassimont avocat du roi au Châtelet, avocat général à la Cour des Aides de Paris en 1726, maître des requêtes ordinaire de l'hôtel du Roi en 1732, conseiller d'honneur à la Cour des Aides de Paris, intendant de Navarre et de Béarn en 1739 et d'Auch en 1740, puis intendant de Franche-Comté (1744-1750) et intendant d'Alsace en 1750 |
| février 1744 - 1er mars 1749        | Gaspard-Henri Caze de la Bove (28 juillet 1711-1750) baron de la Bove, seigneur du grand et petit Juvincourt, père de Gaspard-Louis Caze de la Bove (1740-1824), intendant de Bretagne en 1774, intendant du Dauohine en 1784, conseiller maître à la Cour des comptes (1812-1824) conseiller au parlement de Paris par provisions le 17 août 1731, intendant du Commerce, maître des requêtes ordinaire de l'Hôtel du roi, puis intendant de Champagne |
| juin 1749 - 31 juillet 1751         | Étienne-Jean-François-Marie d'Aligre de Boislandry (19 janvier 1717-3 septembre 1757) avocat du roi au Châtelet, le 17 février 1737, conseiller au parlement de Paris le 31 mai 1740, maître des requêtes le 19 janvier 1742, président du Grand Conseil le 5 mai 1745, intendant d'uch en janvier 1749 puis de Pau, ensuite intendant de Picardie (1751-1754), maître des requêtes honoraire |
| 10 mai 1751 - 24 août 1767          | Antoine Mégret d'Étigny ( 28 novembre 1719-24 août 1767) frère cadet de Jean-Nicolas Mégret de Sérilly En 1765, il soutient les remontrances du parlement de Navarre au roi. Il est disgracié en 1765 et reçoit l'ordre impératif de quitter Pau pour Paris sous 24 heures le 27 mai 1765. Le 8 juin 1765 le roi nomme deux commissaires départis extraordinaires pour le remplacer à Auch et Pau jusqu'en février 1766 : - Guillaume-Joseph Dupleix de Bacquencourt à Auch, - Claude Henry Feydeau de Marville à Pau, Mégret d'Étigny passe son exil sur ses terres de Bourgogne. Il revient malade à Auch en octobre 1766 où il meurt.                                                                                                 |
| 17 septembre 1765 - 21 février 1766 | Claude Henry Feydeau de Marville (27 juin 1705-2 janvier 1787) comte de Gien-sur-Loire, marquis de Dampierre-en-Burly conseiller au parlement de Paris le 30 août 1726, maître des requêtes le 2 mars 1736, président au Grand Conseil le 25 janvier 1738, lieutenant général de police de la Ville, prévôté et vicomté de Paris, en décembre 1739, conseiller d'État semestre en juillet 1747, premier président au Grand Conseil le 8 décembre 1747, conseiller d'État ordinaire le 21 mars 1756. Il est envoyé à Pau comme commissaire départi extraordinaire pendant la disgrâce de Mégret d'Étigny jusqu'à la décision de son retour à Pau, puis conseiller au Conseil royal en 1766, directeur général aux Économats en juin 1773. |
|                                     | Intendants de la généralité d'Auch, Pau et Bayonne |
| 1767 - 28 novembre 1774             | Marius Jean-Baptiste Nicolas d'Aine il porte le titre d'intendant de Pau et Bayonne en 1767,ntre 1768 et 1774, celui d'intendant d'Auch et de Béarn ou de Navarre et Béarn,en 1769, d'intendant de Bayonne. Il administre conjointement l'intendance de Pau avec l'intendant de Pau Étienne-Louis Journet |
| 9 janvier 1768 - 25 décembre 1775   | Étienne-Louis Journet (10 juillet 1716-29 décembre 1775) baron de Beauche, seigneur de Chevannes et Saint- Georges avocat au parlement, maître des requêtes. Disgracié, peut-être à la suite d'une maladie épizootique dont il n'avait pas su arrêter la propagation il s'intitule tantôt intendant de la généralité d'Auch et Pau, tantôt de Béarn, Navarre et généralité d'Auch |
|                                     | Intendants en Navarre, Béarn et Généralité d'Auch |
| 28 janvier 1776 - 21 octobre 1782   | Gabriel Isaac Douet de La Boullaye (22 février 1734-1797) conseiller au parlement en 1758, maître des requêtes en 1762. Il est Intendant général des mines, minières et substances terrestres et des revenus des villes au contrôle général des finances de 1782 jusqu'au 20 avril 1787, ensuite intendant du commerce extérieur jusqu'au 8 avril 1788. Il est en même temps intendant au département des Fermes générales (5 juin 1787-31 août 1788) |
| 24 juin 1782 - février 1784         | Charles-Bonaventure-François-Xavier Gravier de Vergennes (1751- 24 juillet 1794) marquis de Vergennes, neveu de Charles Gravier de Vergennes Il est guillotiné le 6 thermidor an II (24 juillet 1794) |
|                                     | Intendant de Pau et Bayonne |
| 9 janvier 1784-31 août 1785         | François Michel Claude Benoît Le Camus de Néville substitut du procureur au parlement de Rouen le 17 août 1768 et démis avant août 1769, conseiller au Grand Conseil le 10 mai 1769, maître des requêtes le 10 février 1775, conseiller honoraire à la cour des Aides de Paris le 1er mai 1776, directeur de la Librairie en 1776, puis intendant de Guyenne (1785-1790) mais assure l'intérim à Pau et Bayonne. Puis membre du Conseil général du département de Seine-Inférieure membre de la commission de liquidation des créances espagnoles et membre du Conseil des prises en 1802, maître des requêtes au Conseil d'État le 8 janvier 1807, baron de l'Empire le 15 août 1809, chevalier de la Légion d'honneur                  |
|                                     | Intendant d'Auch et Pau (et de Bayonne jusqu'en 1787) |
| 28 décembre 1785-6 octobre 1790     | Claude-François Bertrand de Boucheporn (4 novembre 1741- 20 février 1794) avocat au parlement de Metz en 1761 et avocat général en 1768, conseiller d'honneur au parlement de Metz, intendant de l'île de Corse (9 avril 1775 - 1785). Condamné à mort comme chef des rebelles, par le tribunal criminel du département de la Haute-Garonne, il est guillotiné le 2 ventôse an II à Toulouse |